# Howard Carter
Howard Carter (født 9. maj 1874 i Kensington, død 2. marts 1939 i London) var en engelsk arkæolog og egyptolog. Han tilbragte hovedsagligt sin barndom i Swaffham, Norfolk, hvor han boede hos sine tanter. Han er mest berømt for opdagelsen af KV62, som er Tut Ankh Amons grav i Kongernes Dal.

## Tidligt arbejde
I 1890, i en alder af 16 år, begyndte Carter at kopiere inskriptioner og malerier i Egypten. Han arbejdede på udgravningen af Beni Hasan, gravpladsen for prinser fra det centrale Egypten omkring 2000 f.kr. Senere kom han til at arbejde for William Flinders Petrie.
Han er også kendt for at finde resterne af den kvindelige farao Hatshepsuts gravplads i Deir el-Bahri. I 1899 blev Carter tilbudt et job hos "Egyptian Antiquities Service", hvilket han droppede efter en strid mellem Egyptiske vagter og en gruppe fulde franske turister i 1905.

## Tut Ankh Amons Grav
Efter adskillige hårde år blev Carter i 1907 introduceret for Lord Carnarvon. Han var en ivrig amatørarkæolog, der var klar til at støtte Carter økonomisk, således at han kunne forsætte sit arbejde. Efter kort tid blev Carter hovedansvarlig for alle Lord Carnarvons udgravninger.
Lord Carnarvon finansierede Carters eftersøgning efter en ukendt faraos grav, Tut Ankh Amons, hvis eksistens Carter havde opdaget. Efter et par måneders resultatløs eftersøgning, begyndte Carnarvon at blive utilfreds med Carters manglende resultater. I 1922 gav han Carter en sidste chance for at finde graven.
Den 4. november 1922, efter 10 års eftersøgning, fandt Carter og Carnarvon endelig det, der skulle føre ham til Tut Ankh Amons grav. 
Graven viste sig at være den den bedst bevarede og mest intakte grav, som nogensinde er fundet i Kongernes Dal. Han kontaktede straks Carnarvon og bad ham komme, og den 26. november 1922 ankom Carnarvon sammen med sin datter og andre interesserede for at se graven. Carter fik lavet en smal åbning i toppen af døren, så han var i stand til at skubbe et stearinlys ind, hvorefter han kunne se at meget af guldet og øvrige værdigenstande stadig var til stede.
På dette tidspunkt var Carter endnu ikke klar over, om det var gravkammeret eller et forkammer, han havde fundet, men han så en forseglet dør mellem to statuer. Da Carnarvon spurgte, om han kunne se noget, svarede han "Ja, vidunderlige ting".
De næste uger blev møjsommeligt brugt på at katalogisere indholdet af kammeret. Den 16. februar 1923 åbnede Carter den forseglede dør og fandt ud af, at den førte til selve gravkammeret, hvor han fik det første glimt af Tut Ankh Amons sarkofag.

## Senere arbejde og død
Efter sit fantastiske fund stoppede Carter sit arbejde som arkæolog og blev samler. Han besøgte USA i 1924, hvor han gav en række velillustrerede forelæsninger i New York, som fik stor opmærksomhed af den store skare af tilhørere. 
Han døde af lymfekræft i England den 2. marts 1939, i en alder af 64 år. Hans død, mange år efter åbningen af Tut Ankh Amons grav, er det mest benyttede argument blandt skeptikere til at modbevise idéen om, at en forbandelse skulle ramme de folk, der åbnede Tut Ankh Amons grav.
Carter er begravet på "Putney Vale Cemetery" i det vestlige London. På hans gravsten står følgende: "Må din sjæl leve, må du bruge millioner af år, dig som elskede Theben, siddende med ansigtet mod nordvinden, dine øjnes konstante glæde" og "Oh nat, spred dine vinger over mig som de uforgængelige stjerner".